# Нахширгеле
Нахширгеле (груз. ნახშირღელე) — село в Грузии, на территории Тержольского муниципалитета края (мхаре) Имеретия.

## География
Село находится в западной части Грузии, на правом берегу реки Квирилы, на расстоянии 12 километров к северо-западу от города Тержола, административного центра муниципалитета. Абсолютная высота — 167 метров над уровнем моря.

## Население
По результатам официальной переписи населения 2014 года, в Нахширгеле проживало 1432 человека (693 мужчины и 739 женщин). В национальной структуре населения грузины составляли 99,4 %, украинцы — 0,3 %.
| Год  | Население, человек |
| ---- | ------------------ |
| 2002 | 1726               |
| 2014 | ↘ 1432             |